# N-Acylethanolamin

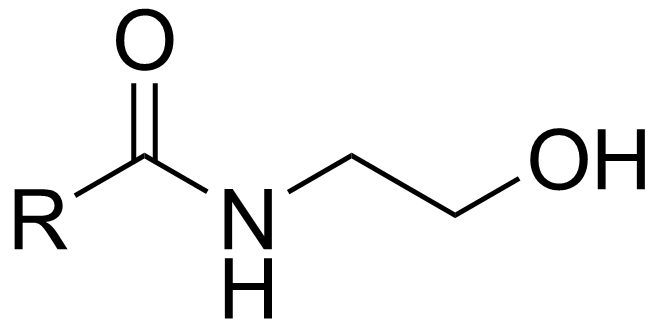
Obecný strukturní chemický vzorec N-acylethanolaminů

N-Acylethanolaminy (zkráceně NAE) je označení pro skupinu amidů mastných kyselin vzniklých připojením acylové skupiny na dusíkový atom ethanolaminu. Lze je odvodit pomocí spojení molekuly mastné kyseliny s ethanolaminem za odštěpení vody, ovšem při známých biologických procesech vznikají odštěpením fosfolipidové jednotky N-acylfosfatidylethanolaminů pomocí fosfolipázy D. Dalším způsobem je transesterifikace acylových skupin fosfatidylcholinu pomocí N-acyltransferázy
Příklady N-acylethanolaminů jsou:
- Anandamid (N-arachidonoylethanolamin)
- N-palmitoylethanolamin
- N-oleoylethanolamin

Tyto bioaktivní lipidové amidy vznikají působením membránového enzymu N-acyl fosfatidylethanolamin-specifické fosfolipázy D, proces regulují žlučové kyseliny.
N-acylethanolaminy jsou složky endokanabinoidomu, systému signálních lipidů složeného z více než sta derivátů mastných kyselin sloužících jako mediátory, a jejich receptorů, katabolických a anabolických enzymů a více než 50 bílkovin, které mají vliv na energetický metabolismus a jeho poruchy, stejně jako imunosupresi.

## Metabolismus
Hydrolýzou NAE vznikají volné mastné kyseliny a ethanolamin, polynenasycené NAE, jako například NAE 18:2, NAE 18:3 nebo NAE 20:4, mohou být také oxygenovány na oxylipiny, jako jsou prostamidy, které mají různé biologické účinky, například vykazují vyšší afinitu ke kanabinoidovým receptorům, než neoxygenované NAE, stejně jako oxygenované ethanolamidy eikosanoidů, prostaglandiny a leukotrieny, které patří mezi významné signální molekuly.

## Využití v lékařství
N-acylethanolaminy mají, díky své schopnosti chránit buňky a mírnit následky stresu, možné využití při léčbě bakteriálních, houbových a virových infekcí, protože mají také protizánětlivé, protizbakteriální a antivirotické účinky.